# 키와미 신
키와미 신(일본어: 極美 慎 きわみ しん[*], 7월 26일 - )은 다카라즈카 가극단 호시구미에 소속된 남역 스타이다.
가나가와현 요코하마시, 현립 코호쿠 고등학교 출신이다. 키 175cm, 애칭은 "신", "카린"이다.

## 약력
2012년, 다카라즈카 음악학교에 입학하였다.
2014년, 다카라즈카 가극단 100기생으로 입단. 츠키구미 공연 「다카라즈카오도리／내일에의 지침／TAKARAZUKA 화시집100!!」으로 초무대를 했다.
2015년, 구미마와리를 거쳐 호시구미에 배속되었다.
2017년, 「베를린, 나의 사랑」으로 신인공연 첫 주연. 입단 4년차, 100기에서 첫 신인공연 주연 경험자가 되었다.
2019년, 「안개 깊은 엘베 강가」로 2번째 신인공연 주연을 했다.
2022년, 「베어타 베아트릭스」로 바우홀 공연 첫 주연을 맡았다.

## 인물
유치원때부터 중학교 2학년까지 가라테를 연마했다.
다카라즈카 팬인 할머니가 추억을 쌓기 위해 여러 가지 보는 것이 좋다고, 다카라즈카 바우홀 공연에 데리고 간 것이 다카라즈카 가극과의 만남이 되었다. 중학교 3학년때 이미 키가 173cm였기 때문에 "이렇게 남자답고 빛나고, 키 큰 여성이 많이 있구나"라고 놀라고 매료되었다.
음악학교에 응시하고 나서야 발레가 필수라는 것을 알게 되었다. 첫 수험에서는 불합격했지만, 발레, 성악 등의 기초를 배운 후, 두번째 수험에서 합격하였다.

## 출연 이벤트
- 2014년 4월, 다카라즈카 가극 100주년 꿈의 제전 『시간을 연주하는 제비꽃들』 (돈부라코 코러스)
- 2015년 12월, 다카라즈카 스페셜 2015 『New Century，Next Dream』 (코러스)
- 2019년 12월, 다카라즈카 스페셜 2019 『Beautiful Harmony』

## TV 출연
- 2015년 9월, NHK 『경세제민의 남자 코바야시 이치조』 후편 - 다카라즈카 가극단 단원

## CM 출연
- 2021년 10월 - , 다이킹공업 『우루사라X』

## 수상이력
- 2019년, 『한큐스미레회 팬지상』 - 신인상